# Фрисланд Флайерз
«Фрисланд Флайерс» (нидерл. UNIS Flyers) — команда по хоккею с шайбой из Херенвена. Домашней ареной клуба является стадион «Тиалф», вмещающий 3500 человек. 

## История
Хоккей в Херенвен пришёл в 1967 году, когда в нём была основана первая хоккейная команда. Уже спустя четыре года клуб заявился в Нидерландскую хоккейную лигу, а спустя ещё пять лет фрисландцы завоёвывают первый титул. С 1976 по 1983 Флайерс удерживали пальму первенства в Эредивизие, установив тем самым рекорд чемпионата по количеству титулов, завоёванных подряд. В 2011 году клуб стал официально именоваться «Фрисланд Флайерс», тем самым показывая свою принадлежность к Фрисландии.

## Достижения
- Эредивизие:
  - Чемпион (7)  : 1976, 1977, 1978, 1979, 1980, 1981, 1982